# Ikara (album)
Ikara är Rasmus Kellermans första och enda studioalbum under namnet Araki. Skivan gavs ut 2002 som ett samarbete mellan skivbolagen Scene Police och Black Star Foundation.

## Låtlista[1]
1. "Sad Sack Terziak" - 4:46
2. "The People vs. Me" - 7:31
3. "Home" - 4:51
4. "My Ego Could Crush a Full Grown Man" - 3:58
5. "Terziak Sack Sad" - 4:45
6. "In Need of Something New" - 5:47
7. "The Wake" - 7:12
8. "There's a Spot on My Futon" - 9:49

## Personal[1]
- Araki (Rasmus Kellerman) - medverkande artist, producent, mixning, inspelning
- Rolf Klinth - producent, mixning, inspelning, medverkande musiker
- Sofia Berglund - fotografi